# 阿明·哈菲兹
希卜利·艾萨阿明·哈菲兹（阿拉伯语：أمين الحافظ，羅馬化：Amien al-Ḥfiẓ，1921年11月12日—2009年12月17日），又名阿明·哈菲兹，是叙利亚陸軍將領、政治人物和复兴党黨员，1963年7月27日至1966年2月23日担任叙利亚总统委员会主席。

## 早期生活
阿明·哈菲兹1921年出生于一个叙利亚逊尼派阿拉伯家庭，父亲是阿勒颇市一名警察。他年轻的时候，像其他学生一样，在法国统治期间，他向法国殖民当局投掷石块。1948年，27岁的阿明自愿参加1948年第一次阿拉伯-以色列战争。1954年，他参加了叙利亚当地的起义，并被晋升为代尔祖尔东部前线的指挥官。他被任命为霍姆斯学院的指挥官，之后被派往埃及，在该国军事学院学习。1961年9月叙利亚与埃及决裂后，阿明被送回大马士革。

## 职业生涯
阿明在大马士革逗留期间，复兴社会党军事委员会领导人穆罕默德·乌姆兰与他取得联系。1961年12月，库德西政权将阿明流放到布宜诺斯艾利斯担任武官，复兴党1963年3·8政变后，由其领导的军事委员会将阿明吸纳进新政权。此后，全国革命指挥委员会（NCRC）成为叙利亚的最高权力机构，它由激进的泛阿拉伯复兴社会党叙利亚分支控制。1963年阿明成为总统委员会主席，实行社会主义改革，并将叙利亚倒向东方阵营。
在叙利亚各地逐渐陷入动荡叛乱后，1966年2月23日，阿明被以参谋长萨拉赫·贾迪德为首的复兴党激进派推翻。埃及总统贾迈勒·阿卜杜勒·纳赛尔在政变当天清晨向叙利亚总统委员会秘书长纳西姆·萨法贾拉尼发出了一份迟到的政变警告电报。这场政变源于贾迪德领导的复兴社会党“地区主义者”阵营之间的派系争斗以及叙利亚各种矛盾总爆发。